# Bangla - La serie
Bangla - La serie (Inglese Bangla - The serie) è una commedia, romanza serie televisiva creata per RaiPlay, da Emanuele Scaringi, che ha scritto la sceneggiatura insieme a Phaim Bhuiyan e Vanessa Picciarelli. Scaringi ha diretto la serie, insieme a Phaim Bhuiyan, l'ultimo dei quali ha diretto il film precedente Bangla di cui questa serie è il sequel. La serie è prodotta da Laura Paolucci e Domenico Procacci di Fandango insieme a Rai Fiction.
La serie è stata girata a Roma, per la maggior parte a Tor Pignattara, dove è nato il regista e il cast principale Bhuiyan. Alcune clip dell'episodio finale sono state girate su Aeroporto di Roma-Fiumicino. Simone D'Onofrio è stato il direttore della fotografia, mentre Micaela Natascia Di Vito, Steve Flamini e Gianluca Scarpa sono stati i montatori della serie. La serie è stata proiettata al Torino Film Festival nel 2021.

## Premessa
Phaim Bhuiyan è un ragazzo di seconda generazione nato e cresciuto in Italia con forti valori tradizionali instillati dai suoi genitori bengalesi. Le cose però cambiano quando si innamora di Asia, una ragazza ribelle e dallo spirito libero proveniente da una famiglia atea.
Nonostante la significativa differenza di età tra loro e lo scontro tra i loro background culturali, Phaim e Asia sono disposti a scendere a compromessi pur di sperimentare l'amore genuino che condividono. Tuttavia, la cultura e le tradizioni della famiglia Phaim mettono in crisi la relazione.
Il padre di Phaim, Shipon, un sognatore e un idealista, che vuole trasferirsi a Londra. D'altra parte, il padre di Asia, Olmo, è esplosivo e travolgente, ma appassionato di tutto tranne che del suo mal di schiena e dei continui conflitti con l'ex moglie. Insieme a Olmo, anche la madre di Asia mostra la sua approvazione per la loro relazione.
La sorella di Phaim, Navila, è in costante conflitto tra "fratelli" con lui, mentre sua cugina e compagna di stanza Sumaya cerca di aiutarlo a gestire la sua vita personale e amorosa. Sulla stessa panchina siede sempre il suo amico Matteo, che gli dà consigli e fuma erba.
Al contrario, l’imam della moschea locale, Rifat, che è anche amico di Phaim, lo aiuta a superare questa crisi e lo sostiene. Anche la migliore amica di Asia, Fede, è sempre lì per supportarla nelle sue decisioni.
Mentre entrambi cercano di superare il loro amore e le differenze culturali, si ritrovano circondati da altri personaggi bizzarri nelle loro vite, come Fayruj, Tangir e Shoshi, che sono i compagni di band di canto di Phaim. E poi Bob Corn, cantante di amori disperati che ama accompagnare le coppie più strane con le sue note bizzarre e accorate.

## Cast e personaggi
- Phaim Bhuiyan nel ruolo di Phaim, un ragazzo di seconda generazione nato da genitori immigrati in Italia. Nonostante le differenze si innamora di una ragazza italiana di nome Asia,
- Carlotta Antonelli nel ruolo di Asia, una ribelle e un po' hipster. Lei è l'interesse amoroso di Phaim
- Pietro Sermonti nel ruolo di Olmo, è il padre di Asia.
- Carolina de Nicolò nel ruolo della madre di Asia
- Rishad Noorani nel ruolo di Shipon, il padre di Phaim.
- Nasima Akhter nel ruolo di se stessa, la madre di Phaim.
- Sahila Maiuhddin nel ruolo di Navila, la sorella maggiore di Phaim.
- Nilima Mittal nel ruolo di Sumaya, è cugina e compagna di stanza di Phaim.
- Simone Liberati nel ruolo di Matteo, il migliore amico di Phaim.
- Raja Sethi come Rifat, è l'Imam della moschea locale e un altro amico di Phaim.
- Martina Gatti nel ruolo di Faith/Fede, è la migliore amica di Asia.
- Tiziano Sgarbi nel ruolo di Bob Corn, un cantante.
- Sanjia Haque nel ruolo di Shoshi, è uno dei membri della band di Phaim
- Afroza Begum nel ruolo della madre dell'amico di Phaim che possiede anche un negozio di abbigliamento nel quartiere.
- Fabian Durrani nel ruolo di Fayruj
- Tangir Ahammed Miah nel ruolo di Tangir
- Alessia Giuliani nel ruolo di Carla
- Eva Grieco nel ruolo di Marzia

## Episodi
| Stagione       | Episodi | Pubblicazione |
| -------------- | ------- | ------------- |
| Prima stagione | 8       | 2022          |

## Produzione
La serie è stata girata principalmente a Tor Pignattara, esattamente come il film da cui è tratta intitolato Bangla. La serie è un ritratto ironico e multietnico dell'Italia, vista attraverso gli occhi della nuova generazione di immigrati nati e cresciuti in Italia. La serie è uscita il 13 aprile 2022 su RaiPlay e successivamente trasmessa in streaming su Rai3 il 27 aprile. Dopo il successo ottenuto in streaming, il 20 luglio 2022 è arrivata su Netflix Bangla-La serie.

## Riconoscimenti
| Anno | Premio              | Categoria                                          | Candidato         | Risultato       | Ref.   |
| ---- | ------------------- | -------------------------------------------------- | ----------------- | --------------- | ------ |
| 2022 | Premi Flaiano       | Miglior prestazione maschile nella Sezione Giovani | Phaim Bhuiyan     | Vincitore/trice | [ 11 ] |
| 2022 | Nastro d'argento    | Miglior serie TV - Commedia                        | Bangla-La serie   | Vincitore/trice | [ 12 ] |
| 2022 | Terni Film Festival | Miglior serie televisiva                           | Bangla - La serie | Vincitore/trice | [ 13 ] |
| 2022 | Diversify TV Awards | Rappresentazione di razza ed etnia – Sceneggiatura | Bangla-La serie   | Candidato/a     | [ 14 ] |